# Deliblatska peščara

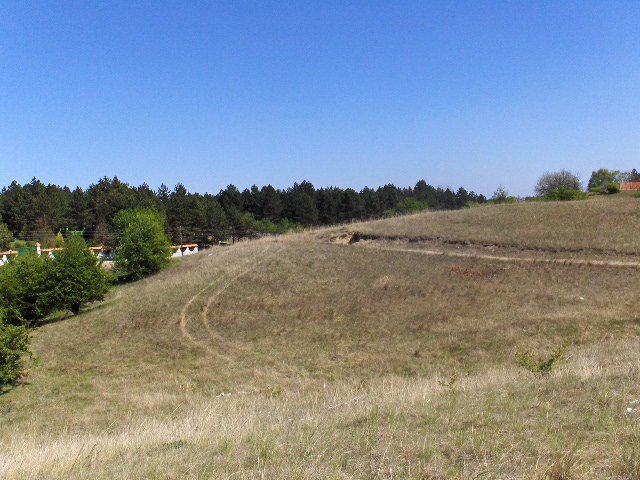
Značnou část rozlohy Deliblatske peščare představují pastviny

Deliblatska peščara (někdy také počeštěně Deliblatská poušť[zdroj?], v srbské cyrilici Делиблатска пешчара) je velká oblast s písečným podložím a stepní/lesostepní vegetací. Nachází se v srbské Vojvodině, v jejím jihovýchodním cípu, mezi městy Kovin, Vršac a Bela Crkva. V současné době se jedná o přírodní památku. Svůj název má podle nedaleké obce Deliblato.
Oblast má elipsoidní tvar (o rozloze okolo 300 km²) a táhne se ve směru od řeky Dunaje severozápadním směrem až po město Alibunar. Obklopena je úrodnými banátskými rovinami. Poušť představuje terénní překážku; vyčnívá několik desítek metrů nad okolní terén (její nadmořská výška se pohybuje mezi 70 a 200 m) a je vidět i z veliké vzdálenosti. Vznikla přesunem říčních nánosů řeky Dunaje silnými větry, které zasypaly původní lesní patro.
Z regionálního i evropského hlediska se jedná o geomorfologický unikát.[zdroj?]
Deliblatska peščara představovala kdysi unikátní skutečnou poušť, nicméně postupem času byla obsazována okolní vegetací (teplomilnou flórou, z dřevin pak především borovicí).[zdroj?] Představuje nicméně unikátní lokalitu z hlediska místní fauny (např. Vlha pestrá)[zdroj?] a flóry. Je hnízdištěm celé řady ptáků a domovem více než 900 druhů různých rostlin.